# Société cléricale Virgo Flos Carmeli
La société cléricale Virgo Flos Carmeli (en latin : Societas clericalis Virgo Flos Carmeli) est une société de vie apostolique masculine de droit pontifical.

## Historique
La congrégation est née au sein de l'association de fidèles des Hérauts de l'Évangile fondée le 7 juillet 1956 au Brésil par João Scognamiglio Clá Dias (en), membre du Tiers-Ordre de la Bienheureuse Vierge Marie du Mont Carmel dans une fraternité portant le nom de Flos Carmeli (en) (Fleur du Carmel), du nom d'un hymne religieux en l'honneur de Notre-Dame du Mont-Carmel.
Le 15 juin 2005, quinze membres de la société, ainsi que le fondateur, João Scognamiglio Clá Dias, sont ordonnés ; un mois plus tard, Mgr Lucio Angelo Renna (it), carme chaussé et évêque du diocèse d'Avezzano érige la société en institut diocésain. La société reçoit l'approbation pontificale de Benoît XVI le 4 avril 2009 par le biais du cardinal Franc Rodé, préfet de la congrégation pour les instituts de vie consacrée et les sociétés de vie apostolique. Le décret est signé le 21 avril 2009.

## Activités et diffusion
Le but de la société cléricale Virgo Flos Carmeli est l'évangélisation et la sanctification des membres des Hérauts de l'Évangile.
Présente au Brésil, la société compte 83 prêtres et 34 diacres en 2011.